# Tereza Rauturier

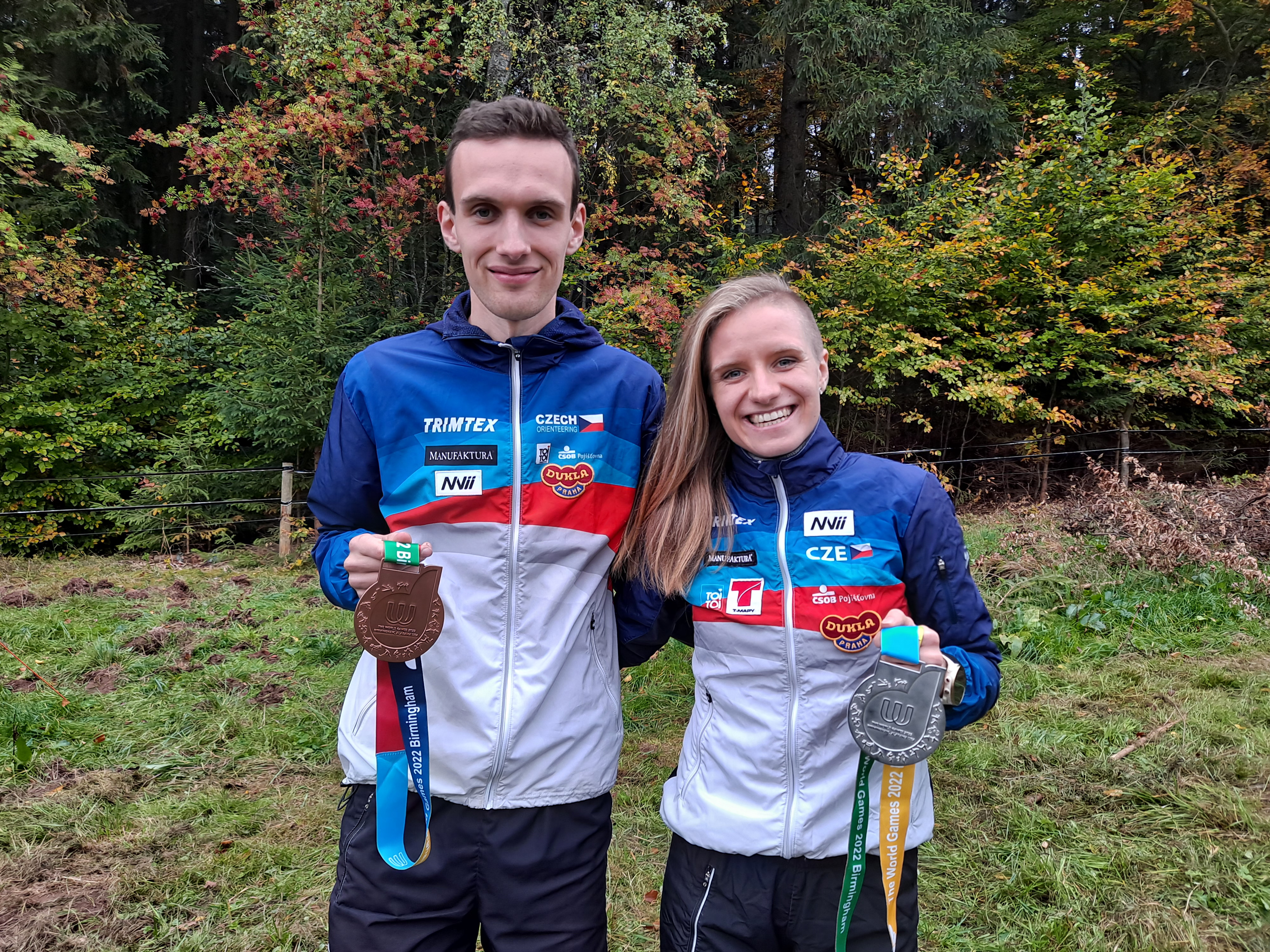
Medailisté ze Světových her 2022 Tereza Rauturier a Tomáš Křivda.

Tereza Rauturier, rozená Janošíková (* 8. února 1999 Olomouc) je česká reprezentantka v orientačním běhu. Jejím největším úspěchem jsou tři stříbrné a jedna bronzová medaile z juniorských světových šampionátů v letech 2017 a 2018 a celkem 4 zlaté, 3 stříbrné a 1 bronzová medaile z mistrovství Evropy dorostu. V roce 2017 byla jako osmnáctiletá nominována na mistrovství světa do estonského Tartu, kde ve sprintu obsadila 24. místo. V současnosti běhá za český klub SK Severka Šumperk a za Finské Suunta Jyväskylä, který reprezentuje ve Skandinávii.

## Sportovní kariéra

### Umístění na Světových hrách
| Umístění na Světových hrách - orientační běh | Umístění na Světových hrách - orientační běh | Umístění na Světových hrách - orientační běh | Umístění na Světových hrách - orientační běh | Umístění na Světových hrách - orientační běh |
| Rok                                          | Sprint                                       | Middle                                       | Štafety                                      |                                              |
| -------------------------------------------- | -------------------------------------------- | -------------------------------------------- | -------------------------------------------- | -------------------------------------------- |
| Birmingham 2022                              | 2. místo                                     | 9. místo                                     | 4. místo                                     |                                              |

### Umístění na MS a ME
| Přehled úspěchů na Mistrovství světa | Přehled úspěchů na Mistrovství světa | Přehled úspěchů na Mistrovství světa | Přehled úspěchů na Mistrovství světa | Přehled úspěchů na Mistrovství světa |
| Mistrovství světa                    | Sprint                               | Middle                               | Mix štafety                          | Štafety                              |
| ------------------------------------ | ------------------------------------ | ------------------------------------ | ------------------------------------ | ------------------------------------ |
| Tartu 2017                           | 24. místo                            | X                                    | X                                    | X                                    |

| Přehled úspěchů na Juniorském mistrovství světa | Přehled úspěchů na Juniorském mistrovství světa | Přehled úspěchů na Juniorském mistrovství světa | Přehled úspěchů na Juniorském mistrovství světa | Přehled úspěchů na Juniorském mistrovství světa |
| Juniorské mistrovství světa                     | Sprint                                          | Middle                                          | Long                                            | Štafety                                         |
| ----------------------------------------------- | ----------------------------------------------- | ----------------------------------------------- | ----------------------------------------------- | ----------------------------------------------- |
| Tampere 2017                                    | 2. místo                                        | 20. místo                                       | 7. místo                                        | 7. místo                                        |

| Přehled úspěchů na Mistrovství Evropy dorostu | Přehled úspěchů na Mistrovství Evropy dorostu | Přehled úspěchů na Mistrovství Evropy dorostu | Přehled úspěchů na Mistrovství Evropy dorostu |
| Mistrovství Evropy dorostu                    | Sprint                                        | Long                                          | Štafety                                       |
| --------------------------------------------- | --------------------------------------------- | --------------------------------------------- | --------------------------------------------- |
| Strumica 2014                                 | 2. místo                                      | 3. místo                                      | 1. místo                                      |
| Cluj 2015                                     | 1. místo                                      | 1. místo                                      | 1. místo                                      |
| Jaroslaw 2016                                 | 2. místo                                      | 13. místo                                     | 2. místo                                      |

### Umístění na MČR
| Umístění na Mistrovství České republiky v orientačním běhu | Umístění na Mistrovství České republiky v orientačním běhu | Umístění na Mistrovství České republiky v orientačním běhu | Umístění na Mistrovství České republiky v orientačním běhu | Umístění na Mistrovství České republiky v orientačním běhu | Umístění na Mistrovství České republiky v orientačním běhu | Umístění na Mistrovství České republiky v orientačním běhu | Umístění na Mistrovství České republiky v orientačním běhu | Umístění na Mistrovství České republiky v orientačním běhu | Umístění na Mistrovství České republiky v orientačním běhu | Umístění na Mistrovství České republiky v orientačním běhu | Umístění na Mistrovství České republiky v orientačním běhu |
| Ročník                                                     | Kategorie                                                  | Klasická                                                   | Krátká                                                     | Sprint                                                     | Noční                                                      | Ranking                                                    | Členství v klubu                                           | Štafety                                                    | Kluby                                                      | Sprint. štafety                                            |                                                            |
| ---------------------------------------------------------- | ---------------------------------------------------------- | ---------------------------------------------------------- | ---------------------------------------------------------- | ---------------------------------------------------------- | ---------------------------------------------------------- | ---------------------------------------------------------- | ---------------------------------------------------------- | ---------------------------------------------------------- | ---------------------------------------------------------- | ---------------------------------------------------------- | ---------------------------------------------------------- |
| MČR 2014                                                   | D16 – mladší dorostenky                                    | 5. místo                                                   | 3. místo                                                   | 14. místo                                                  | 3. místo                                                   |                                                            | SOB Olomouc (Slávia Olomouc)                               | 8. místo                                                   | 7. místo                                                   | 2. místo                                                   |                                                            |
| MČR 2015                                                   | D16 – mladší dorostenky                                    | 1. místo                                                   | 2. místo                                                   | 2. místo                                                   | 2. místo                                                   | 409. místo                                                 | SOB Olomouc (Slávia Olomouc)                               | 8. místo                                                   | 7. místo                                                   | 4. místo                                                   |                                                            |
| MČR 2016                                                   | D18 – starší dorostenky                                    | 1. místo                                                   | 3. místo                                                   | 1. místo                                                   | 1. místo                                                   | 542. místo                                                 | SOB Olomouc (Slávia Olomouc)                               | 1. místo                                                   | 4. místo                                                   | 2. místo                                                   |                                                            |
| MČR 2017                                                   | D18 – starší dorostenky                                    | 1. místo                                                   | 1. místo                                                   |                                                            | 1. místo                                                   | 353. místo                                                 | SOB Olomouc (Slávia Olomouc)                               | 16. místo                                                  | 6. místo                                                   | 1. místo                                                   |                                                            |
| MČR 2017                                                   | D21 – ženy                                                 |                                                            |                                                            | 3. místo                                                   |                                                            |                                                            | SOB Olomouc (Slávia Olomouc)                               |                                                            |                                                            |                                                            |                                                            |
| MČR 2018                                                   | D20 – juniorky                                             | 1. místo                                                   | 2. místo                                                   | 1. místo                                                   | 1. místo                                                   | 29. místo                                                  | SK Severka Šumperk                                         |                                                            |                                                            |                                                            |                                                            |
| MČR 2018                                                   | D21 – ženy                                                 |                                                            |                                                            |                                                            |                                                            |                                                            | SK Severka Šumperk                                         | 1. místo                                                   | 4. místo                                                   | 1. místo                                                   |                                                            |
| MČR 2019                                                   | D20 – juniorky                                             | 1. místo                                                   | 4. místo                                                   | 1. místo                                                   | 5. místo                                                   | 13. místo                                                  | SK Severka Šumperk                                         |                                                            |                                                            |                                                            |                                                            |
| MČR 2019                                                   | D21 – ženy                                                 |                                                            |                                                            |                                                            |                                                            |                                                            | SK Severka Šumperk                                         | 5. místo                                                   | disk                                                       | 2. místo                                                   |                                                            |
| MČR 2020                                                   | D21 – ženy                                                 | 4. místo                                                   |                                                            | 1. místo                                                   |                                                            | 5. místo                                                   | SK Severka Šumperk                                         | 13. místo                                                  | zrušeno                                                    | 3. místo                                                   |                                                            |
| MČR 2021                                                   | D21 – ženy                                                 |                                                            | 4. místo                                                   | 2. místo                                                   |                                                            | 158. místo                                                 | SK Severka Šumperk                                         | 11. místo                                                  | 4. místo                                                   | 2. místo                                                   |                                                            |
| MČR 2022                                                   | D21 – ženy                                                 |                                                            |                                                            | 1. místo                                                   |                                                            |                                                            | SK Severka Šumperk                                         | 27. místo                                                  | 8. místo                                                   | disk                                                       |                                                            |